# Тайные взаимоотношения между чёрными и евреями
«Тайные взаимоотношения между чёрными и евреями» (англ. The  Secret  Relationship  between  Blacks  and  Jews) — антисемитская книга, составленная анонимными членами «Департамента исторических исследований» «Нации ислама» и изданная в 1991 году. В книге евреи обвиняются в доминировании в работорговле, а также в том, что они стояли у истоков торговли опиумом и развития проституции в США; в создании в Талмуде легенды о «проклятии Хама», которая стала идеологической основой работорговли. В работе, которая насчитывает 334 страницы и включает более 1200 сносок, авторы привели широкий спектр еврейской исторической литературы, чтобы завоевать доверие к своим многочисленным антисемитским заявлениям.
Книга использует негационистскую методологию. Опираясь почти исключительно на тенденциозное прочтение еврейских источников, «Тайные взаимоотношения» искажают исторические источники и игнорируют как контекст, так и историческую причинно-следственную связь.

## Предыстория
На протяжении десятилетий в кругах сторонников расового превосходства циркулировали идеи, более или менее явно возлагавшие ответственность за «осквернение» «белых» чернокожими на евреев, желающих нанести вред «белой расе».
В 1968 году небольшая калифорнийская группа сторонников превосходства «белой расы» «Западный фронт», базирующаяся в Лос-Анджелесе под руководством ее основателя Уолтера Уайта-младшего опубликовала брошюру «Кто привез рабов в Америку?», обвиняющую евреев в трансатлантической работорговле и отрицающую Холокост. Брошюра вдохновлена антисемитским текстом Генри Форда. Автор брошюры выражает сочувствие к «чёрным» рабам. Это обстоятельство и ряд других содержательных и биографических фактов служат основой предположения, что автором был «чёрный» расист и антисемит Роберт Ли Брок.
В книге «Нации ислама» получили развитие идеи брошюры 1968 года.

## Содержание
В книге утверждается, что евреи играли ключевую роль в работорговле африканцами «Самые выдающиеся из еврейских отцов-пилигримов использовали похищенных чёрных африканцев непропорционально больше, чем любая другая этническая или религиозная группу в истории Нового Света» (vii). Авторы утверждают, что лишь немногие евреи присоединились к движению аболиционистов, а те, кто это сделал, «были максимально резко презираемы и порицаемы наиболее своими братьями в синагоге» (2). Столкнувшись с доказательствами того, что евреи выступали против рабства в Америке XVIII и XIX веков, авторы пришли к выводу, что этот еврейский «альтруизм» мотивирован личным экономическим интересом.
В «Тайной связи между чернокожими и евреями» используются различные антисемитские стратегии. Авторы потакают чувству вины по ассоциации, заявляя, что «евреи были в конечном счёте связаны с величайшим преступным начинанием, когда-либо предпринятым против целой человеческой расы… Холокостом чернокожих африканцев» (vii). Они считают страдания евреев справедливыми: «участие евреев в работорговле, особенно торговле нееврейскими рабами, вызвало моральное возмущение нееврейского населения Европы», что приводило либо установлению антиеврейских налогов, либо к прямому изгнанию евреев (10). В других главах утверждается, что евреи были первоначальными авторами принятых затем в христианстве библейских концепций, оправдывающих рабство; по их мнению, преследования евреев испанской инквизицией было полностью оправдано в своих; еврейский закон разрешает экономическую эксплуатацию неевреев.

## Исторический контекст
«Тайные взаимоотношения» полностью опираются на цитаты, которые усечены или вырваны из контекста. Авторы, у которых заимствованы эти цитаты (с искажением их собственного мнения), чаще всего являются евреями. Ситуация объясняется большим количеством еврейских историков, изучавших вопрос рабства. Однако анонимные авторы работы делают это центральной движущей силой своей теории: по их логике, евреи составляют однородную группу, поэтому еврейский политик, еврейский врач, американский историк еврейского происхождения могут выступать только как представители евреев.
Один пример иллюстрирует методологию книги. Историк южного еврейства Бертрам Корн тщательно детализировал антисемитский газетный отчет, в котором изображалось участие евреев в работорговле. Авторы «Тайных взаимоотношений» выбрали только оскорбительные газетные цитаты, опустили критику Корном статьи, и изобразили дело так, как будто «еврейский писатель» Корн нашёл доказательства еврейского соучастия в организации рабства. Как размышлял историк Дэвид Брайон Дэвис, «избирательный поиск еврейских работорговцев становится по своей сути антисемитским, если не учитывать более широкий контекст и весьма маргинальное место евреев в истории всей системы». В другом примере авторы книги нелепо утверждают, что — за тридцать лет до своего прибытия в колониальную Северную Америку — евреи инициировали там работорговлю.
Столкнувшись с ажиотажем в СМИ вокруг этих обвинений, Американская историческая ассоциация выступила с исключительной инициативой, приняв в январе 1995 года резолюцию, авторами которой стали профессор истории Питта Сеймур Дрешер и историк Йельского университета Дэвид Брайон Дэвис, эксперты по истории рабства и антирабовладельческих движений.

## Влияние
Идеи «Тайных взаимоотношений» получили распространение в других странах, в особенности во Франции, где их популяризировали комедиант и антисемитский пропагандист Дьедонне Мбала Мбала, а также крайне правый мыслитель Ален Сораль, которые, как и Фаррахан, также отрицают Холокост. Они воспроизводят идею «глобального еврейского заговора», к которой обращается работа «Нации ислама».
В 1994 году «Тайные взаимоотношения между черными и евреями» вышли в четвёртом издании. Хотя сторонники книги утверждают, что книга пользовалась большой поддержкой в университетских городках Соединённых Штатов, нет никаких доказательств, подтверждающих это утверждение.